# Stay (canção de Monika Linkytė)
"Stay", também conhecida como "Stay – Čiūto tūto", é uma canção da cantora lituana Monika Linkytė, lançada a 14 de fevereiro de 2023. A música representou a Lituânia no Festival Eurovisão da Canção de 2023 após vencer Pabandom iš naujo! 2023 Pabandom iš naujo! 2023, a seleção nacional da Lituânia para o Festival Eurovisão da Canção.

## Festival Eurovisão da Canção
A Lituânia foi colocada na segunda semifinal, que se realizou a 11 de maio de 2023, e foi programada para apresentar-se na 2.º parte do espetáculo. A canção qualificou-se para a final, onde obteve 127 pontos e ficou em 11.º lugar.